# تسوية كريتندن
تسوية كريتندن (بالإنجليزية: Crittenden Compromise)‏ هي اقتراح غير ناجح قدمه السيناتور الأمريكي جون جيه كريتندن (من حزب الاتحاد الدستوري في كنتاكي) في 18 ديسمبر 1860. وكان يهدف إلى حل أزمة انفصال الولايات عن الاتحاد بين عامي 1860-1861 من خلال معالجة المخاوف والمظالم المتعلقة بالرق والتي أدت إلى قيام العديد من ولايات الرق بالانفصال عن الولايات المتحدة.

## الخلفية
اقترحت التسوية ستة تعديلات دستورية وأربعة قرارات في الكونغرس. قدم كريتندن الحزمة في 18 ديسمبر. وتم وضعها أمام المجلس في 31 ديسمبر.
كفلت التسوية وجود الرق بصورة دائمة في ولايات الرقيق وتناولت المطالب الجنوبية فيما يتعلق بالرقيق الهارب والعبودية في مقاطعة كولومبيا. واقترحت تمديد خط عرض تسوية ميزوري إلى الغرب، مع حظر الاسترقاق شمال خط العرض 36 °30 ويتم ضمانه جنوبا منه. وتضمنت التسوية شرطا بأنه لا يمكن إلغاؤها أو تعديلها.
لقيت التسوية استحسان أعضاء مجلس الشيوخ الجنوبيين، ولكنها لم تلق قبولا من عموم الجمهوريين الذين عارضوا توسع الرق خارج الولايات الموجود بها أصلا. وكانت معارضة زعيم الحزب، وهو الرئيس المنتخب أبراهام لينكون، حاسمة في الموضوع. وقال الجمهوريون أن التسوية «ستؤدي إلى عهد دائم للحرب ضد كل شعب وقبيلة ودولة تملك أرضا من هنا إلى تييرا ديل فويغو». كانت المناطق الوحيدة الواقعة جنوب الخط هي أجزاء من إقليم نيو مكسيكو والأراضي الهندية. وكان هناك اتفاق بين كلا الجانبين على أن الرق لن يزدهر أبدا في نيو مكسيكو. ورفض الجنوب اقتراح الجمهوريين بإخال نيو مكسيكو كولاية في الاتحاد على الفور، والذي وافقت عليه اللجنة في 29 ديسمبر. ومع ذلك، لم يعترض كل المعارضين على تسوية كريتندن أيضا على التوسع الإقليمي للولايات المتحدة. وأشارت صحيفة نيويورك تايمز إلى «النمو المستقبلي الكامل للجمهورية» و «كل الأقاليم الذي يمكن أن إدخالها إلى الولايات المتحدة الأمريكية – أي كل المكسيك وأمريكا الوسطى». 

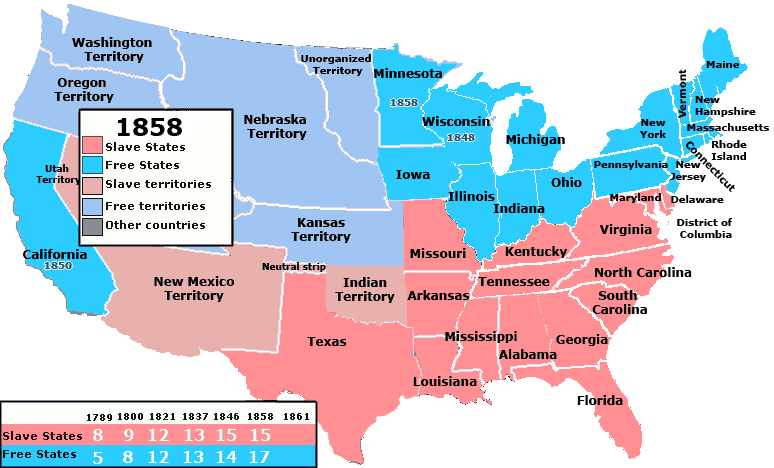
ولايات وأقاليم الرقيق والحرية في عام 1858. يظهر خط تسوية ميزوري عام 1820 بدرجة 36 ° 30 'شمالا الذي فصل ميسوري عن إقليم أركنساس، ومنعت التسوية الرق في أي ولايات وأقاليم جديدة شمال هذا الخط وغرب ولاية ميزوري، وهو ما اقترحته تسوية كريتندن بعد أربعين عاما. (ومع ذلك، فإن هذا الجزء من التسوية تم نقضه بموجب قانون كانساس نبراسكا عام 1854 وقرار قضية دريد سكوت الصادر عن المحكمة العليا في عام 1857.)

## العناصر

### التعديلات على الدستور
- يحظر الرق في أي من أقاليم الولايات المتحدة «سواء كان في حيازة الحكومة الاتحادية الآن أو حازته لاحقا» شمال خط العرض 36 درجة و 30 دقيقة. ويتم الاعتراف بالرق في الأقاليم الواقعة جنوب هذا الخط، ولا يمكن أن يتدخل الكونغرس في الأمر. وعلاوة على ذلك، فإن ملكية العبيد الأفارقة يجب أن تكون «محمية من قبل جميع إدارات حكومة الإقليم خلال استمرار هذه الحكومة». وستقبل الولايات في الاتحاد من أي إقليم يسمح بالرق أو لا يسمح كما تنص دساتيرها المحلية.
- لا يسمح للكونغرس بإلغاء الرق في الأماكن الخاضعة لولايته القضائية في إطار ولاية عبودية مثل مركز عسكري.
- لا يمكن للكونغرس أن يلغي الرق في مقاطعة كولومبيا طالما كان الرق موجودا في ولايتي فرجينيا وماريلاند المجاورتين ودون موافقة سكان المنطقة. وإذا تم هذا فستعطى تعويضات للمالكين الذين رفضوا الموافقة على الإلغاء.
- لا يمكن للكونغرس أن يلغي يحظر تجارة الرقيق بين الولايات أو يتدخل فيها.
- سيوفر الكونغرس تعويضات كاملة لأصحاب العبيد الهاربين الذين تم إنقاذهم. ويملك الكونغرس حق مقاضاة المقاطعة التي حدثت فيها عرقلة قوانين الرقيق الهارب لاسترداد المال؛ ويمكن للمقاطعة بدورها أن تقاضي «المخطئين أو المنقذين» الذين منعوا عودة العبد الهارب.
- لا يمكن لأي تعديل مستقبلي في الدستور أن يغير هذه التعديلات أو يأذن أو يسمح للكونغرس بالتدخل في الرق داخل أي ولاية من ولايات الرقيق.[5]

### قرارات الكونغرس
- قوانين الرقيق الهارب هي قوانين دستورية وينبغي مراعاتها وتنفيذها بإخلاص.
- جميع قوانين الولايات التي تعرقل تنفيذ قوانين الرقيق الهارب، أو ما يسمى بقوانين الحرية الشخصية، هي غير دستورية وينبغي إلغاؤها.
- ينبغي تعديل قانون الرقيق الهارب لعام 1850 (وجعله أكثر قبولا لدى الشمال) عن طريق مساواة جدول الرسوم لإعادة أو إطلاق الهاربين المزعومين والحد من سلطات المستشارين لاستدعاء المواطنين في المساعدة في القبض على الرقيق الهارب.
- ينبغي تطبيق قوانين قمع تجارة الرقيق الأفريقية تطبيقا فعالا وشاملا. [5]

## النتائج

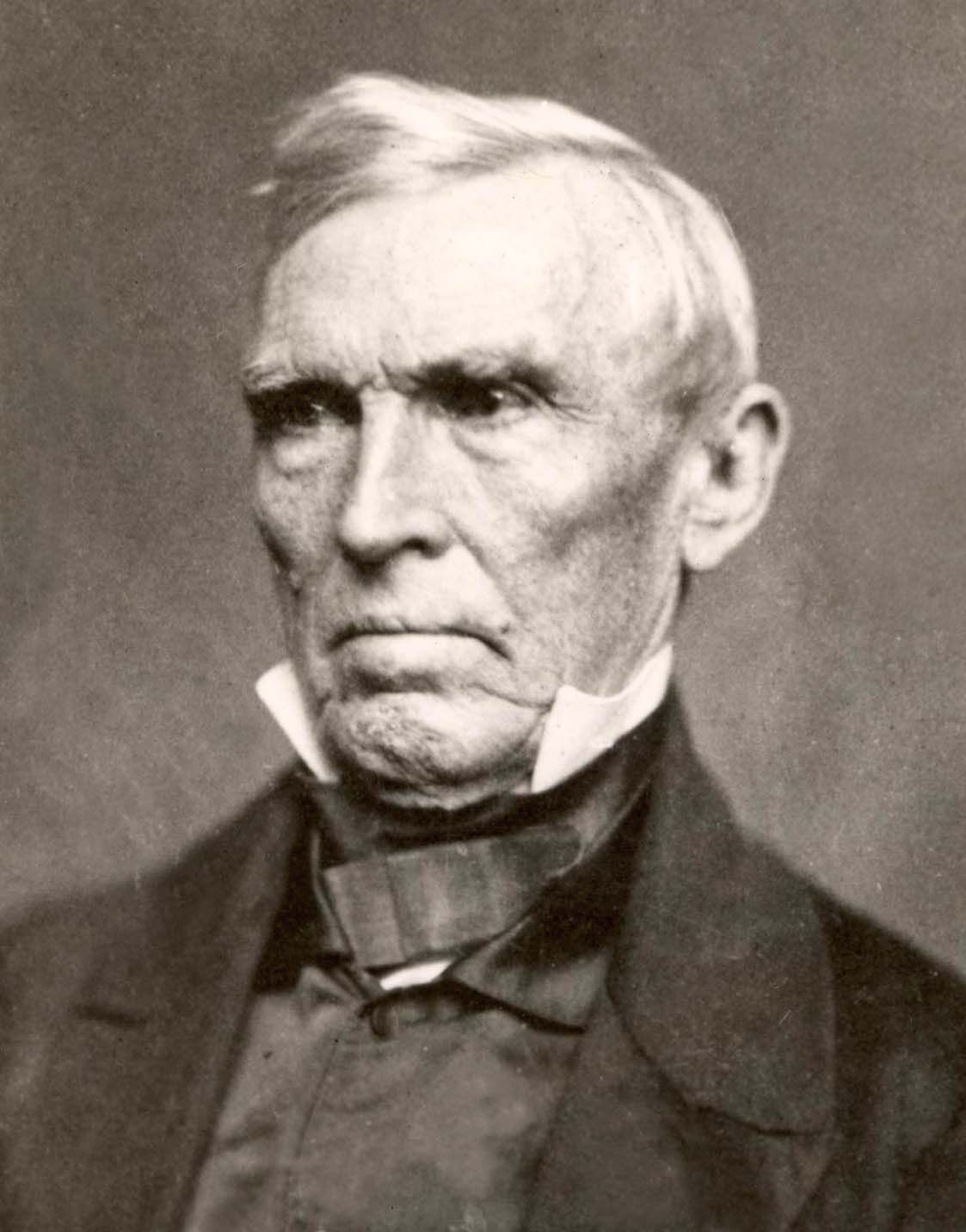
صورة السيناتور كريتندن عام 1855 بتصوير ماثيو برادي

ورفض كل من مجلس النواب ومجلس الشيوخ اقتراح كريتندن. وكانت التسوية جزءا من سلسلة الجهود الأخيرة لتزويد الولايات الجنوبية بضمانات كافية لمنع انفصالها خلال الدورة النهائية للكونغرس قبل تولي إدارة لينكون مهامها.
وقد نوقشت مقترحات كريتندن أيضا في مؤتمر السلام لعام 1861، وهو اجتماع جمع أكثر من مائة من كبار السياسيين في البلاد، وعقد في 8 إلى 27 فبراير 1861 في واشنطن العاصمة وكان المؤتمر بقيادة الرئيس السابق جون تايلر، وكان يمثل الجهود الأخيرة للولايات لتجنب الحرب. وفشلت مقترحات التسوية هناك أيضا، إذ لم يستسغ الجمهوريون وجود شرط ضمان ملكية الرقيق في جميع الأراضي الغربية وعمليات الاستحواذ في المستقبل.
وقد لخصت افتتاحية عدد فبراير 1861 من جريدة تشارلستون كورير (تشارلستون، ميزوري) المزاج السائد في المقاطعات التي تحد الجنوب بعد هزيمة مقترح كريتندن: «يعتقد الرجال في واشنطن أنه لا توجد فرصة للسلام، حتى نحن لا نرى بصيص أمل وكل شيء يبدو قاتما. تم التصويت برفض قرارات كريتندن مرارا وتكرارا. هل هناك أي مقترح آخر سيفوز وسيقبله الجنوب؟ فإذا لم يكن هناك فستأتي الحرب ويحل الويل على زوجات وبنات أرضنا؛ وسيكون الجمال حافزا للجريمة، وسيكون النهب ثمنا لغارات جون براون، فليكن مواطنونا مستعدين للأسوأ». وجاء هذا البيان الذي أدلى به المحرر جورج ويتكومب ردا على رسالة نارية إلى المحرر من النائب الأمريكي جون ويليام نويل يزدري فيها الانشقاق في الأمة، وكانت مقاطعة تشارلستون مشمولة في الدائرة الانتخابية التي ناب عنها نويل.